# Otto Molitor
Otto Ervin Karel Molitor (2. dubna 1889 Kyjov – ? 1965) byl malíř, sochař, grafik a kněz Církve československé husitské.

## Život
Narodil se v Kyjově v rodině sklárenského účetního Karla Molitora a jeho manželky Julie, rozené Pospíšilové. Původně se věnoval sochařství, později malířství a grafice. Vystudoval Uměleckoprůmyslovou školu v Praze a pak Akademii výtvarných umění u Františka Ženíška v letech 1910–1913. Dne 6. září 1913 se v holešovickém kostele svatého Klimenta oženil s Emilií Hanekovou.
Během života působil v Paříži, Holandsku, Belgii, Německu, Itálii. V Srbsku byl profesorem kreslení. Jako příslušník srbské armády byl zajat a rakouskými úřady stíhán pro velezradu. Soubornou výstavu svých obrazů měl v pražském Obecním domě v roce 1919. Roku 1921 přestoupil do Církve československé husitské. Postupně působil jako profesor kreslení v Uherském Brodě, Hranicích, Lipníku, v Moravské Ostravě a nakonec jako farář Církve československé ve Vratimově.
V roce 1907 Otto Molitora jako studenta portrétoval jeho vrstevník Jan Zrzavý.